# Clive Sinclair
Sir Clive Marles Sinclair (Richmond upon Thames, 30 luglio 1940 – Londra, 16 settembre 2021) è stato un imprenditore e inventore inglese.
Creò la Sinclair Research, una società informatica inglese che rivoluzionò dagli anni settanta la storia dell'elettronica e dell'home-computing in particolare. Fra le sue creazioni si annovera l'MK 14, lo ZX80, ZX81, ZX Spectrum, Sinclair QL, il triciclo elettrico Sinclair C5, ed altre originali creazioni.

## Biografia
Manifestò interesse per l'elettronica sin da giovane, tuttavia non si iscrisse all'università, svolgendo nel contempo diversi lavori. Dopo aver passato molti anni come assistente editoriale al Practical Wireless e Instrument Practice, Sinclair fondò la Sinclair Radionics nel 1961, dove produsse la prima calcolatrice compatta nel 1972, la Sinclair Executive.
Successivamente, in un periodo di difficoltà finanziaria, si dedicò alla produzione di home computer: creò nel 1980 la Sinclair Research, che produsse l'MK 14 e il Sinclair ZX80, primo computer commercializzato in Gran Bretagna per meno di 100 sterline. Altri prodotti realizzati furono lo ZX81 (1981) e lo ZX Spectrum (1982), che ebbero grande successi in Gran Bretagna e che gli valsero il titolo di Sir (Knight Bachelor). Nel 1983 poté produrre la Sinclair C5, un veicolo elettrico al quale aveva lavorato negli anni passati, e nello stesso anno la Heriot-Watt University gli conferì un dottorato honoris causa. Tuttavia a causa di alcune scelte errate nel 1986 vendette la Sinclair Research all'Amstrad, ma in seguito fondò la Cambridge Computers Ltd per commercializzare il Cambridge Z88.
Negli anni '90, dopo l'abbandono del mercato dei computer, si dedicò allo sviluppo delle sue invenzioni, essenzialmente nel campo dei trasporti, come la bicicletta Zike del 1997.
Era membro del Mensa.
Muore a Londra il 16 settembre 2021 dopo una lunga malattia.

## Curiosità
- Sinclair ha dichiarato nel 2010 di preferire l'uso del telefono a e-mail e a computer.[3]

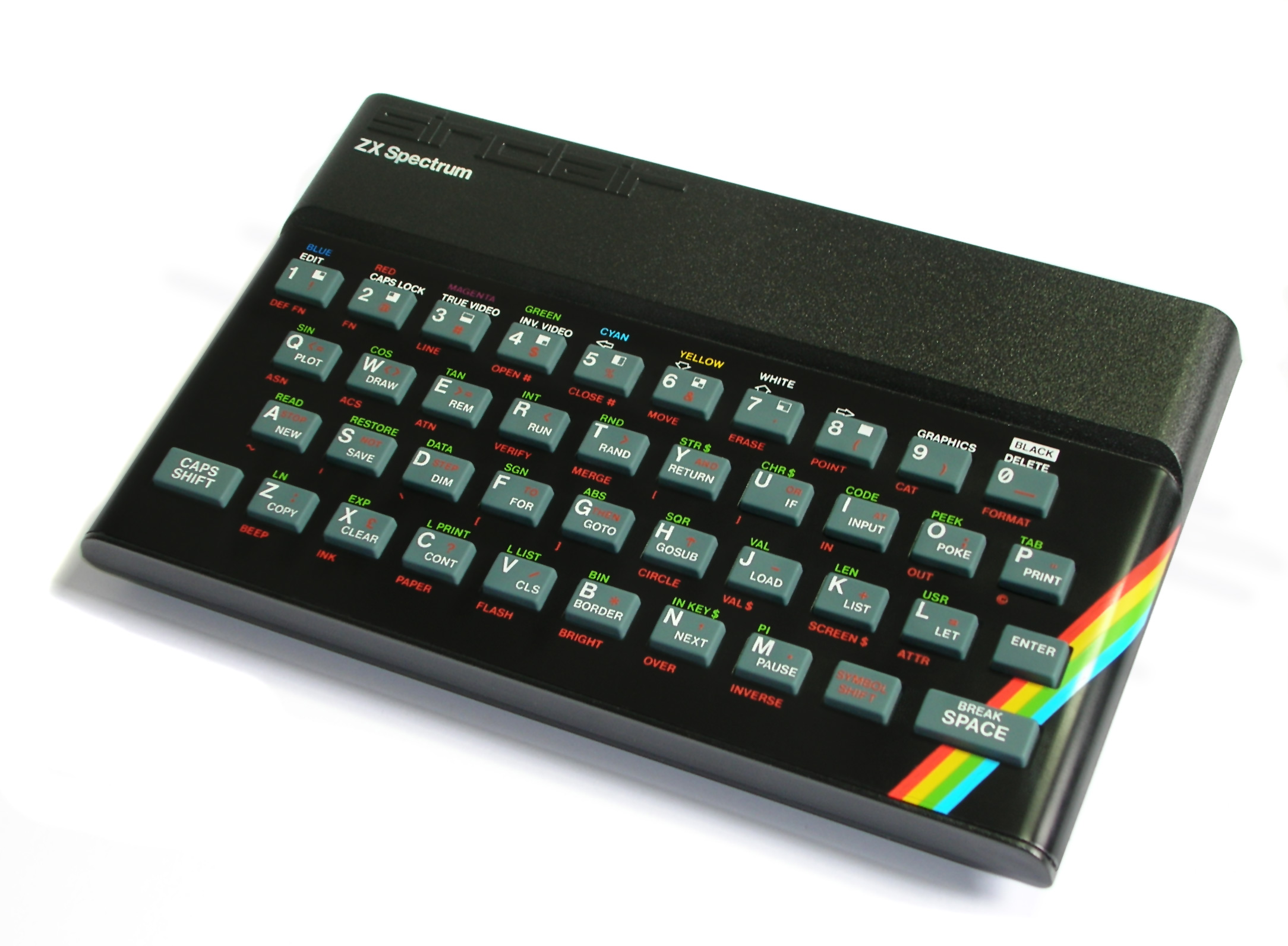
ZX Spectrum (1982)

## Filmografia
- Micro Men – un film per la televisione del 2009 prodotto dalla BBC.